# Арадан
Арадан — поселок в Ермаковском районе Красноярского края, административный центр Араданского сельсовета.

## География
Поселок находится на Усинском тракте в месте его наибольшего приближения к восточной оконечности Араданского хребта, примерно в 102 километрах по прямой на юго-восток от районного центра села Ермаковское, на правом берегу реки Ус, выше устья её правого притока Араданка.

## Климат
Климат резко континентальный с холодной продолжительной зимой и коротким жарким летом. Средняя многолетняя годовая температура воздуха составляет — 2 градуса, наиболее теплым является июль, наиболее холодным — январь. Наблюдаются значительные температурные абсолютные минимумы и максимумы: температура воздуха в декабре может опуститься до −50,4 °С, а в мае подняться до +30 °С.

## История
Поселок был основан в 1910 году как станция для рабочих, обслуживающих строительство Усинского тракта.

## Население
| 1989 | 2002 | 2010 |
| ---- | ---- | ---- |
| 364  | ↘270 | ↗278 |

Постоянное население составляло 278 человек в 2002 году (88 % русские), 270 в 2010.

## Инфраструктура
В поселке есть средняя школа и детский сад, фельдшерско-акушерский пункт, народный дом культуры и библиотека, лесничество, магазин, небольшие предприятия по лесозаготовке и переработке леса, сейсмостанция, почтовое отделение, мараловодческое хозяйство.